# Анри (великий герцог Люксембурга)

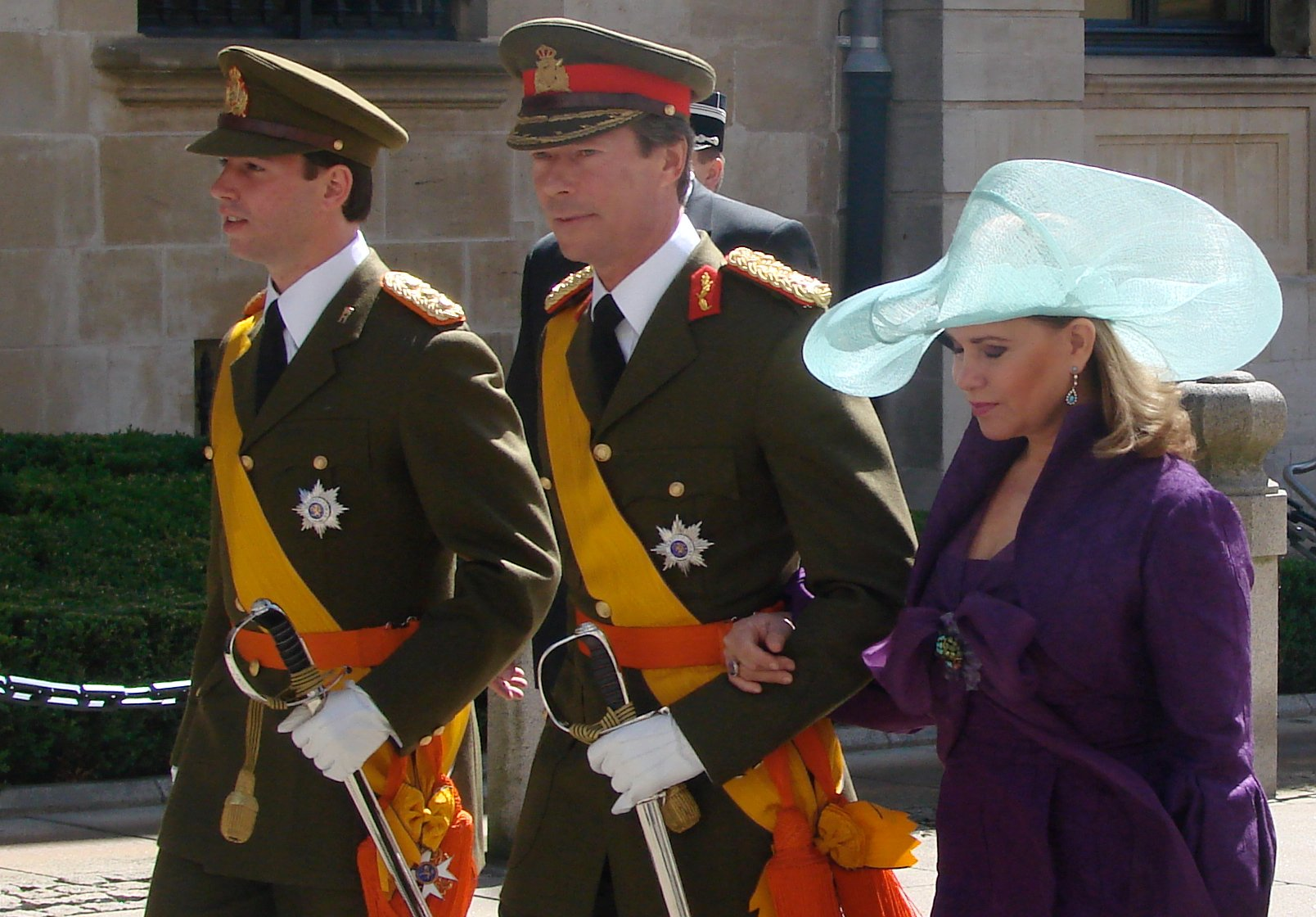
С женой Марией-Терезой и сыном Гийомом

Его Королевское Высочество Анри́ (Ге́нрих) (фр. и люкс. Henri, полное имя Henri Albert Gabriel Félix Marie Guillaume von Nassau — Анри́ Альбе́рт Габриэ́ль Фе́ликс Мари́ Гийо́м На́ссауский; род. 16 апреля 1955, Бецдорфский замок, Бецдорф) — Великий герцог Люксембурга c 7 октября 2000 года, регент Великого герцогства с 3 марта 1998 по 7 октября 2000 года. 24 декабря 2024 года в своём рождественском обращении объявил о намерении отречься от престола, и передать его наследному великому герцогу Гийому. Дата отречения назначена на 3 октября 2025 года.

## Биография
Сын великого герцога Жана и принцессы Жозефины-Шарлотты Бельгийской (1927—2005). По материнской линии внук короля Бельгии Леопольда III и принцессы Астрид Шведской. 
Двоюродный брат ныне правящего короля Бельгии Филиппа. У Анри есть две сестры: эрцгерцогиня Мари-Астрид Австрийская (род. 1954) и княгиня Маргарита Лихтенштейн (род. 1957); а также два брата: принц Жан Люксембургский (род. 1957, брат-близнец Маргариты) и принц Гийом Люксембургский (род. 1963).

### Образование
Анри получил среднее образование в Люксембурге, затем учился во Франции, где получил степень бакалавра в 1974 году. В 1975 году окончил Королевскую военную академию Сандхёрст в Великобритании. Затем обучался в Женевском университете, где в 1980 году получил степень лиценциата политологии. Стажировался в США. Ему была присуждена почетная степень доктора гуманитарных наук университета Священного Сердца, Фэрфилд, штат Коннектикут (США), а также почётная степень доктора юридических наук университета Майами, Оксфорд, штат Огайо (США). Он также является почётным доктором экономики университета Кхон Каен, Таиланд, и почётным доктором политологии Трирского университета, Германия.
В настоящее время имеет два воинских звания — генерал люксембургской армии и почётный майор парашютного полка Великобритании (c 1989 года).

### Общественная и политическая деятельность
С 1980 по 1988 годы был членом Государственного совета Люксембурга (консультативный орган при Великом герцоге). В марте 1998 года был назначен представителем великого герцога. Великим герцогом Люксембургским стал 7 октября 2000 года после отречения от власти герцога Жана. С февраля 1998 года — член Международного олимпийского комитета. Является активным защитником дикой природы, особенно много усилий он прилагает для сохранения уникальной экосистемы Галапагосских островов (Эквадор).

## Личная жизнь
Среди увлечений герцога — чтение, классическая музыка, охота и спорт (горные и водные лыжи, плавание, яхты, теннис), радиолюбительство. Помимо люксембургского, он также владеет английским, французским и немецким языками.

### Семья и дети
Во время обучения в Женевском университете Анри познакомился с кубинкой Марией-Терезой Местре (род. 22 марта 1956 года в Марианао, Гавана, Куба), которая тоже изучала политологию. Её родители, Хосе Антонио Местре (род. 1926) и Мария Тереса Батиста (1928—1988), оба родились в Ведадо (Гавана, Куба) и являются потомками буржуазных и знатных испанских семей и даже конкистадоров. Они покинули Кубу во время революции в октябре 1956 года и переехали в Нью-Йорк. В Нью-Йорке Мария-Тереза получила начальное и среднее образование, посещала уроки пения и балетную школу.
Анри и Мария-Тереза поженились 14 февраля 1981 года в Люксембурге, предварительно получив согласие великого герцога Жана 7 ноября 1980 года.
У супругов родилось пятеро детей и несколько внуков:
- Гийом (род. 11.11.1981) — наследный Великий герцог Люксембурга, женат на Стефании де Ланнуа;
  - Шарль (род. 10.05.2020) — второй в линии наследования люксембургского престола.
  - Франсуа Анри Луи Мария Гийом (род. 27.03.2023);
- Феликс (род. 03.06.1984) — женат на Клэр Ладемахер, трое детей:
  - Амалия Габриэла Мария Тереза, принцесса Нассау (род. 15.06.2014);
  - Лиэм Анри Хартмут, принц Нассау (род. 28.11.2016);
  - Бальтазар Феликс Карл, принц Нассау (род. 7 января 2024);
- Луи (род. 03.08.1986) — был женат на Тесси Энтони (развод оформлен 17 февраля 2017 года). Двое сыновей:
  - Габриэль Мишель Луи Рони, принц Нассау (род. 12.03.2006);
  - Ноа Этьен Гийом Габриэль Маттиас Ксавье, принц Нассау (род. 21.09.2007);
- Александра (род. 16.02.1991) — с апреля 2023 года замужем за Николя Багори, одна дочь:
  - Виктория (род. 14.05.2024);
- Себастьян (род. 16.04.1992).

## Награды

### Люксембург
| Страна                  | Дата             | Награда                                                  | Награда                                                  | Литеры |
| ----------------------- | ---------------- | -------------------------------------------------------- | -------------------------------------------------------- | ------ |
| Люксембург · Нидерланды | 7 октября 2000 — | Со-Суверен ордена Золотого льва Нассау                   | Со-Суверен ордена Золотого льва Нассау                   |        |
| Люксембург              | 7 октября 2000 — | Суверен и Кавалер Большого креста ордена Адольфа Нассау  | Суверен и Кавалер Большого креста ордена Адольфа Нассау  |        |
| Люксембург              | 7 октября 2000 — | Суверен и Кавалер Большого креста ордена Дубовой короны  | Суверен и Кавалер Большого креста ордена Дубовой короны  |        |
| Люксембург              | 7 октября 2000 — | Суверен и Кавалер Большого креста ордена Заслуг          | Суверен и Кавалер Большого креста ордена Заслуг          |        |
| Люксембург              | 12 ноября 1989   | Памятная медаль Серебряного юбилея Великого герцога Жана | Памятная медаль Серебряного юбилея Великого герцога Жана |        |

### Других стран
| Страна            | Дата                      | Награда                                                                                            | Награда                                                                                            | Литеры       |
| ----------------- | ------------------------- | -------------------------------------------------------------------------------------------------- | -------------------------------------------------------------------------------------------------- | ------------ |
| Ватикан           |                           | Кавалер цепи ордена Пия IX                                                                         | Кавалер цепи ордена Пия IX                                                                         |              |
| Нидерланды        |                           | Кавалер Большого креста ордена Короны                                                              | Кавалер Большого креста ордена Короны                                                              |              |
| Великобритания    | 1976                      | Почётный Кавалер Большого креста Королевского Викторианского ордена                                | Почётный Кавалер Большого креста Королевского Викторианского ордена                                | GCVO         |
| Швеция            | 21 сентября 1983          | Командор Большого креста ордена Полярной звезды                                                    | Командор Большого креста ордена Полярной звезды                                                    | KmstkNO      |
| Бельгия           | 1994                      | Кавалер Большого креста ордена Леопольда I                                                         | Кавалер Большого креста ордена Леопольда I                                                         |              |
| Норвегия          | 18 апреля 1996            | Кавалер Большого креста на цепи ордена Святого Олафа                                               | Кавалер Большого креста на цепи ордена Святого Олафа                                               |              |
| Швеция            | 30 апреля 1996            | Юбилейная медаль «50-летие короля Швеции Карла XVI Густава»                                        | Юбилейная медаль «50-летие короля Швеции Карла XVI Густава»                                        |              |
| Испания           | 11 мая 2001 —             | Кавалер цепи                                                                                       | ордена Карлоса III                                                                                 |              |
| Испания           | 8 июля 1980 — 11 мая 2001 | Кавалер Большого креста                                                                            | ордена Карлоса III                                                                                 |              |
| Греция            | 12 июля 2001              | Кавалер Большого креста ордена Спасителя                                                           | Кавалер Большого креста ордена Спасителя                                                           |              |
| Словакия          | 2002                      | Кавалер ордена Двойного белого креста 1 класса                                                     | Кавалер ордена Двойного белого креста 1 класса                                                     |              |
| Мальтийский орден | 2002                      | Бальи — кавалер Большого креста чести и преданности                                                | Бальи — кавалер Большого креста чести и преданности                                                | SMOM         |
| Италия            | 14 марта 2003             | Кавалер Большого креста декорированного лентой ордена «За заслуги перед Итальянской Республикой»   | Кавалер Большого креста декорированного лентой ордена «За заслуги перед Итальянской Республикой»   |              |
| Эстония           | 5 мая 2003                | Кавалер цепи ордена Креста земли Марии                                                             | Кавалер цепи ордена Креста земли Марии                                                             |              |
| Дания             | 20 октября 2003           | Рыцарь ордена Слона                                                                                | Рыцарь ордена Слона                                                                                | RE           |
| Румыния           | 2004                      | Кавалер цепи ордена Звезды Румынии                                                                 | Кавалер цепи ордена Звезды Румынии                                                                 |              |
| Португалия        | 6 мая 2005                | Кавалер Большой цепи ордена Инфанта дона Энрике                                                    | Кавалер Большой цепи ордена Инфанта дона Энрике                                                    | GCollIH      |
| Мали              | 9 ноября 2005             | Кавалер Большого креста Национального ордена Мали                                                  | Кавалер Большого креста Национального ордена Мали                                                  |              |
| Нидерланды        | 24 апреля 2006            | Кавалер Большого креста ордена Нидерландского льва                                                 | Кавалер Большого креста ордена Нидерландского льва                                                 |              |
| Латвия            | 5 декабря 2006            | Кавалер цепи ордена Трёх звёзд                                                                     | Кавалер цепи ордена Трёх звёзд                                                                     |              |
| Испания           | 13 апреля 2007            | Рыцарь ордена Золотого руна                                                                        | Рыцарь ордена Золотого руна                                                                        |              |
| Бразилия          | 3 декабря 2007            | Кавалер цепи ордена Южного Креста                                                                  | Кавалер цепи ордена Южного Креста                                                                  |              |
| Финляндия         | 24 ноября 2008            | Кавалер цепи ордена Белой розы                                                                     | Кавалер цепи ордена Белой розы                                                                     | SVR SR ketj. |
| Швеция            | 2010                      | Рыцарь ордена Серафимов                                                                            | Рыцарь ордена Серафимов                                                                            | RSerafO      |
| Португалия        | 7 сентября 2010           | Кавалер Большой цепи ордена Святого Якова и меча                                                   | Кавалер Большой цепи ордена Святого Якова и меча                                                   | GCollSE      |
| Германия          | 23 апреля 2012            | Кавалер Большого креста особой степени ордена «За заслуги перед Федеративной Республикой Германия» | Кавалер Большого креста особой степени ордена «За заслуги перед Федеративной Республикой Германия» |              |
| Австрия           | 15 апреля 2013            | Кавалер Большой звезды Почёта перед Австрийской Республикой                                        | Кавалер Большой звезды Почёта перед Австрийской Республикой                                        |              |
| Турция            | 19 ноября 2013            | Кавалер ордена Турецкой Республики                                                                 | Кавалер ордена Турецкой Республики                                                                 |              |
| Польша            | 30 апреля 2014            | Кавалер ордена Белого орла                                                                         | Кавалер ордена Белого орла                                                                         |              |
| Франция           | 6 марта 2015              | Кавалер Большого креста ордена Почётного легиона                                                   | Кавалер Большого креста ордена Почётного легиона                                                   |              |
| Кабо-Верде        | 12 марта 2015             | Кавалер Амилкара Кабрала 1 класса                                                                  | Кавалер Амилкара Кабрала 1 класса                                                                  |              |
| Португалия        | 23 мая 2017               | Кавалер Большой цепи ордена Свободы                                                                | Кавалер Большой цепи ордена Свободы                                                                | GCollL       |
| Япония            | 27 ноября 2017            | Кавалер цепи Высшего ордена Хризантемы                                                             | Кавалер цепи Высшего ордена Хризантемы                                                             |              |
| Сенегал           | 21 января 2018            | Кавалер Большого креста ордена Льва                                                                | Кавалер Большого креста ордена Льва                                                                |              |
| Португалия        | 11 мая 2022               | Кавалер Большой цепи ордена Христа                                                                 | Кавалер Большой цепи ордена Христа                                                                 | GCollС       |
| Латвия            | 6 марта 2023              | Кавалер Креста Признания 1 степени                                                                 | Кавалер Креста Признания 1 степени                                                                 |              |
| Кабо-Верде        | 25 мая 2023               | Кавалер ордена Вулкана 1 класса                                                                    | Кавалер ордена Вулкана 1 класса                                                                    |              |

Королевских фамилий:
- Италия: Рыцарь ордена Благовещания